# Pico del loro de San Sebastián
El Pico del Loro de San Sebastián (España) es un promontorio rocoso que divide las playas de La Concha y Ondarreta.

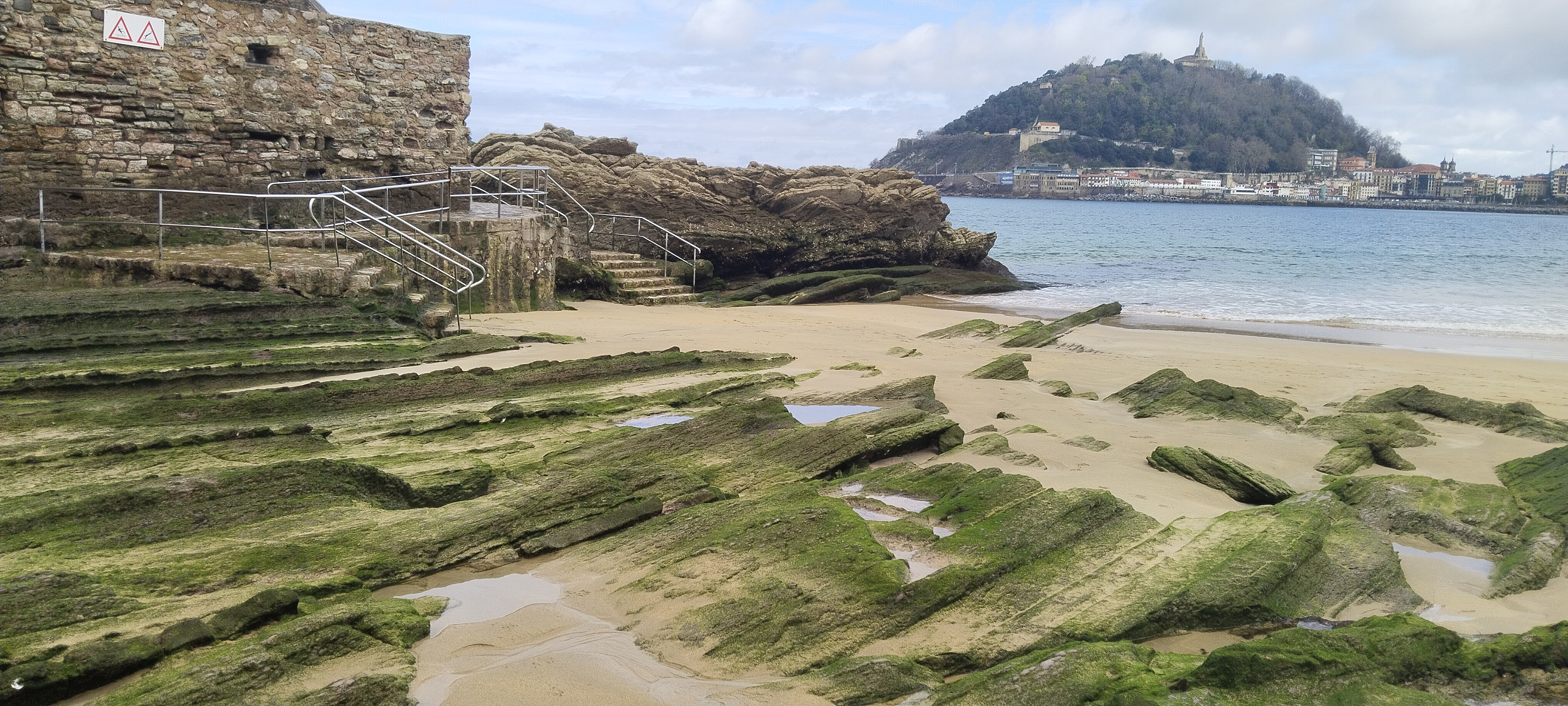
Pico del Loro

La loma inmediatamente superior fue, en tiempos antiguos, el núcleo fundacional de la ciudad de San Sebastián sin contar los asentamientos megalíticos de la serranía de Igueldo.
Muchas generaciones de niños donostiarras aprendieron entre sus rocas a jugar con quisquillas, cangrejos y cabusias. Este enclave no solo destaca por su valor paisajístico, sino también por su relación con la identidad local, convirtiéndose en un lugar de recuerdos y tradición para los habitantes de San Sebastián.    

## Breve historia del entorno
En el siglo IX, textos apócrifos describían un santuario con advocación a San Sebastián con iglesia y hospital para peregrinos del Camino de Santiago situado en la loma que asciende desde el pico del loro, hoy día ocupado por el Palacio de Miramar.
En el siglo XI aparecen los primeros documentos en los que se cita la cesión del Santuario de San Sebastián al monasterio de Leire por Sancho el Mayor de Navarra.
En esa época se instaló encima de las rocas del pico del loro un cementerio con una ermita dedicada a Nuestra Señora de Loreto.
En 1542 se erigió junto a la iglesia existente un Monasterio regido por monjas dominicas con advocación a Santa Teresa que desarrolló el barrio del Antiguo.
Cabe destacar a Catalina de Erauso entre sus moradoras.
En 1719 la ermita  fue destruida durante el asedio franco-británico del Duque de Berwick.
Diez años más tarde la Princesa de Esquilache cedió terrenos para su restauración y mejora en estilo clásico del xviii pero nuevamente la guerra, en 1836, tuvo muy cerca su ruina, al ordenar el general carlista Sagastibeltza incendiar el monasterio de las Dominicas y la iglesia (antiguo monasterio de San Sebastián); las llamas respetaron la ermita de la Virgen de Loreto pero los sucesivos conflictos hicieron que ya en 1876 la ermita estuviera en ruinas.
En los años sucesivos se construyó el Palacio de Miramar quedando la fisonomía como en la actualidad.

## Toponimia
No hay duda que la denominación de "pico del loro", como los habitantes de San Sebastián conocen este paraje, proviene de la ermita de la Virgen de Loreto que estaba situada justo encima del espigón rocoso.